# Murmansk

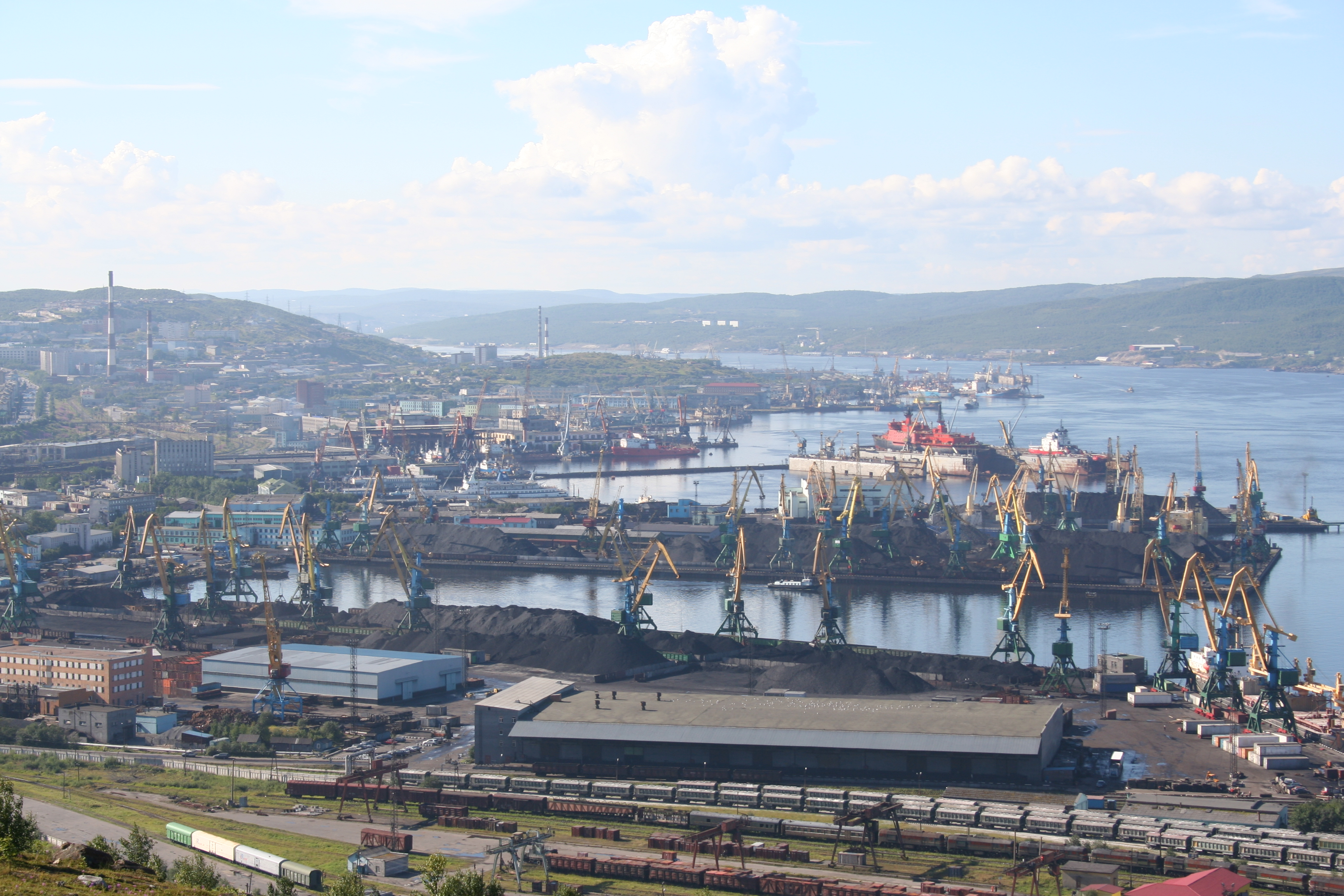
Portul din Murmansk

Murmansk (Rusește: Му́рманск) este un oraș în Rusia cu 307.257 locuitori (în 2010) și capitala regiunii Murmansk. Este cel mai mare oraș din regiunea arctică. Murmansk este un port situat pe peninsula Kola. Orașul a luat ființă în anul 1916 sub numele de Romanov pe Murman (rus. Романов-на-Мурмане), denumire care provenea de la  Romanov ultima dinastie de țari din Rusia. El a fost denumit în anul 1917 Murmansk, după revoluția comunistă din octombrie. Apa mării din port mulțumită curentului Golfului nu îngheață iarna. Până în anul 1991 orașul fiind zonă militară, nu putea fi vizitat de străini, Murmansk fiind locul de staționare al flotei de nord.

## Date geografice
Murmansk este situat pe coasta Oceanului Arctic în apropiere de granița cu Norvegia (Kirkenes). Datorită așezării sale într-un loc pitoresc în golful Kola, el a mai fost denumit și orașul Cap al nordului, se spune că orașul este deosebit de frumos mai ales în iulie când înfloresc liliecii.
Orașul este un port important, singurul port rusesc din Marea Barents, care nu îngheață pe tot parcursul anului, pentru că are un flux cald în golf. În martie 1918, ultimul transport al legionarilor cehoslovaci pe câmpul de luptă din Franța a plecat de aici, în timp ce alții au plecat pe autostrada spre Vladivostok.

### Subîmpărțire administrativă
| Raion urban (Raion Gorodskoi) | Nume rusesc  | Locuitori 1. ianuarie 2006 | Note                                                         |
| ----------------------------- | ------------ | -------------------------- | ------------------------------------------------------------ |
| Leninski                      | Ленинский    | 93.473                     | Nume după Lenin                                              |
| Oktiabriski                   | Октябрьский  | 98.938                     | Nume după Oktiabr' (Octombrie, după Revoluția din Octombrie) |
| Pervomaiski                   | Первомайский | 128.551                    | Nume după Pervoie Maia (1 mai)                               |